# TB Glückauf und Trusetal
GLÜCKAUF und TRUSETAL waren schmalspurige Tenderlokomotiven der Trusebahn. Die Deutsche Reichsbahn (DR) gab den Lokomotiven nach 1949 die Nummern 99 4531 und 99 4532. 
Die Lokomotive 99 4532 ist erhalten und als nicht betriebsfähiges Museumsexponat im Bahnhof Bertsdorf hinterstellt.

## Geschichte

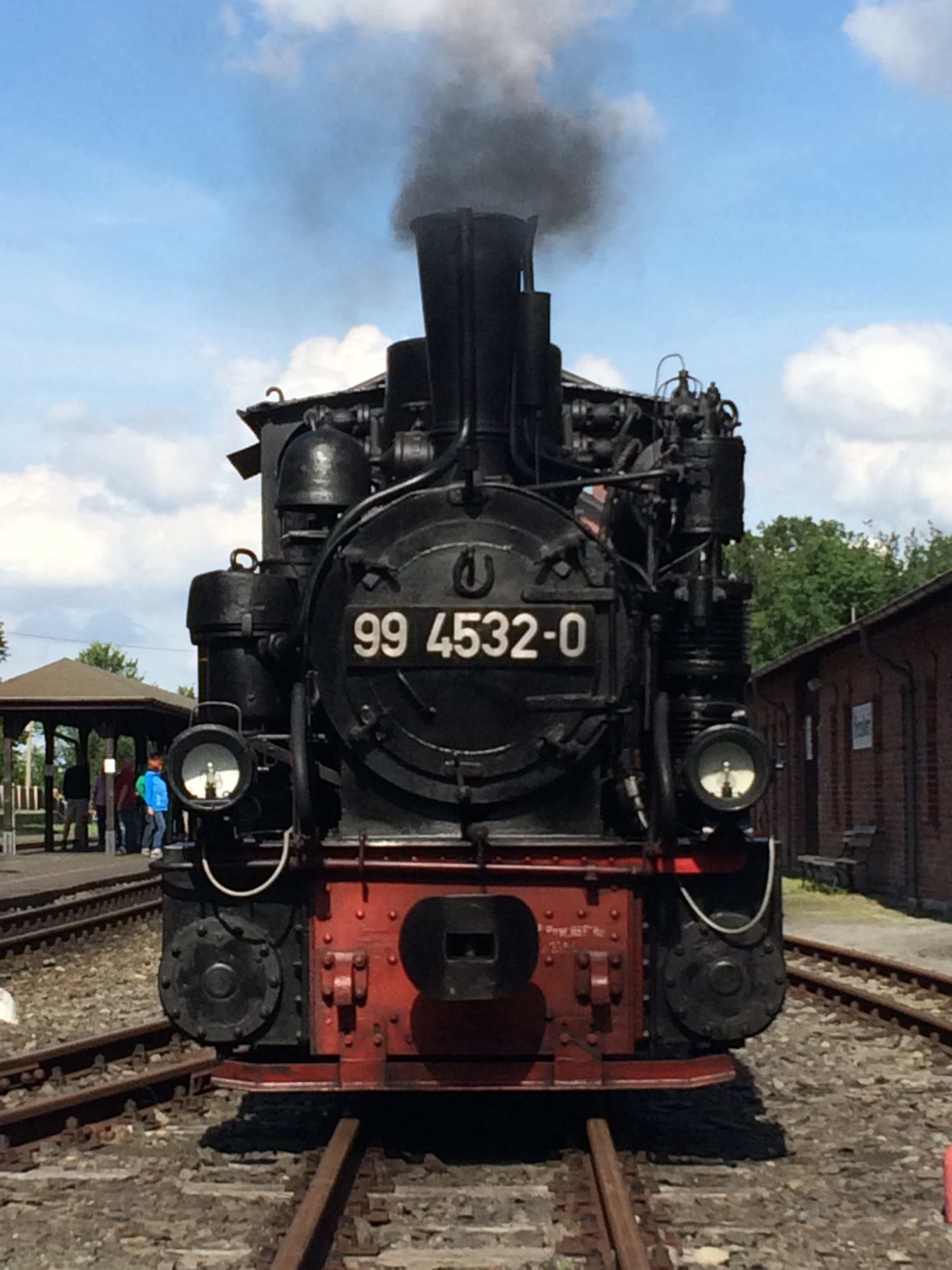
99 4532 auf einer Ausstellung in Bertsdorf (2020)

Die GLÜCKAUF war 1908 von der Lokomotivfabrik Orenstein & Koppel gebaut worden, die TRUSETAL kam als Nachbau 16 Jahre später dazu. Die 99 4531 wurde 1962 ausgemustert und diente als Ersatzteilspender für die Schwesterlokomotive. 
Im Jahr 1959 wurde die 99 4532 nach dem Zugang neu gebauter Lokomotiven der DR-Baureihe 99.77–79 zur früheren Rügensche Kleinbahn auf der Insel Rügen umgesetzt. Später kam sie auf dem Bahnhof Zittau als Rangierlokomotive zum Einsatz. Die verschlissenen Klien-Lindner-Hohlachsen verlor sie dort. Stattdessen wurden fest gelagerte Kuppelradsätze eingebaut, die von der ausgemusterten GLÜCKAUF stammten. Aufgrund des nunmehr festen Radstandes und der dadurch eingeschränkten Bogenläufigkeit war die Lokomotive seitdem nicht mehr für Streckeneinsätze zugelassen. Sie wurde im Bahnhof Zittau ausschließlich für das Zusammenstellen und Auflösen der Güterzüge mit Normalspurwagen an der Rollwagengrube eingesetzt. Sie löste dort die bislang eingesetzte Lokomotive der DR-Baureihe 99.51–60 ab.
Im Jahr 1989 bekam der Originalkessel aufgrund des fortgeschrittenen Verschleißes keine neue Genehmigung zum Weiterbetrieb. Da der Bau eines neuen Kessels nicht möglich war, musste die Lokomotive ausgemustert werden. Die Lokomotive wurde in Zittau abgestellt, aber nicht verschrottet. 
Nach langwierigen Verhandlungen konnte die Lokomotive im Jar 2001 durch den Interessenverband der Zittauer Schmalspurbahnen erworben werden. Sie ist heute im Bahnhof Bertsdorf geschützt hinterstellt. Auf verschiedenen Ausstellungen wird sie seitdem unregelmäßig präsentiert.

## Technische Merkmale
Die Lokomotiven haben einen Außenrahmen, die dritte Achse ist die Treibachse. Sie verfügen über eine Heusingersteuerung.